# Воронежский театр оперы и балета
Воронежский государственный театр оперы и балета — стационарный репертуарный театр в Воронеже, основанный в 1931 году как Театр музыкальной комедии и ведущий свою современную историю с 1961 года. Существующее название носит с 1968 года.

## История театра

### Театр Музыкальной комедии
В середине августа 1931 года в газете «Коммуна» появилось краткое объявление: «Первомайский летний театр. Открытие спектаклей МУЗКОМЕДИИ. 1, 2 и 3 сентября с. г. „Роз-Мари“».
И 1 сентября 1931 года открылся первый сезон Воронежского театра музыкальной комедии премьерой оперетты «Роз Мари» Рудольфа Фримля и Герберта Стотхарта. С этого момента берет свое начало история Воронежского театра оперы и балета.
В августе 1931 года передвижная труппа профессиональных актёров оперетты, которой руководил талантливый актёр и режиссёр Лазарь Лазарев, была включена в состав театрального объединения Центрально-Чернозёмной области и стала называться Воронежским театром музыкальной комедии. В репертуаре нового театра были как классические оперетты, так и советские музыкальные комедии. Зрители сразу полюбили театр, все его спектакли неизменно пользовались популярностью у публики.
В 1941 году театр готовился торжественно отметить свой первый юбилей, но планы нарушила Великая Отечественная война. Труппу эвакуировали в Сталинабад, где артисты в свободное от помощи медикам время давали небольшие концерты и спектакли. А в 1943 году, после освобождения Воронежа от немецко-фашистских захватчиков, театр вернулся в разрушенный город. Выступать было негде и временно Музкомедия базировалась в Борисоглебске. Приказ о реэвакуации в Борисоглебск был выпущен 26 мая 1943 года. Возвращение в родной город состоялось, когда у театра появилось своё первое стационарное помещение. Для размещения театра восстановили бывший кинотеатр «Комсомолец» (сейчас в этом здании располагается Воронежская филармония).
Всесоюзная слава пришла к воронежскому театру Музыкомедии в 1958 году после выступления в Москве с творческим отчетом. На смотре присутствовал председатель Союза композиторов СССР Тихон Хренников. Он был восхищен выступлением коллектива и предложил реорганизовать театр Музкомедии в Воронежский музыкальный театр, что означало расширение репертуара серьёзными оперными постановками и появление в театре балетной труппы. В 1960 году, после одобрения этого предложения Министерством культуры СССР и руководством Воронежской области, театр был переименован.

### Воронежский музыкальный театр
Важной вехой в истории труппы стало появление нового здания театра на площади Ленина. 25 февраля 1961 года, день премьеры оперы П. И. Чайковского «Евгений Онегин» в постановке главного дирижёра театра В. Тимофеева на новой сцене, считается днём рождения театра в новом качестве. В первый состав этой памятной премьеры вошли актёры, многим из которых предстояло взять высоты на театральном Олимпе и удерживать их многие годы. Тамара Будищева (Ольга), заслуженные артисты РСФСР Флорентина Себар (Татьяна), Вера Рызванович (Няня), народный артист РСФСР Валентин Вржесинский (Онегин) — тогда молодые и начинающие певцы, они заявили о рождении новой труппы.
В этом же году свой путь в большое искусство начала балетная труппа. 6 августа состоялась премьера балета «Лебединое озеро» П. Чайковского. В партии Одетты-Одилли выступила заслуженная артистка РСФСР Набиля Валитова, ученица великой А. Я. Вагановой. Принца Зигфрида танцевал солист балетной труппы Яков Лившиц.
У истоков театра стояли выдающиеся деятели культуры страны: режиссёр С.Штейн (народный артист Белоруссии), главный балетмейстер К. Муллер (заслуженный деятель искусств Белоруссии), главный художник В. Цыбин (заслуженный деятель искусств РСФСР). Под руководством главного дирижёра театра, народного артиста РСФСР, лауреата Государственных премий А. Людмилина репертуар театра пополнился выдающимися образцами классического оперного и балетного искусства. А. Людмилин руководил постановкой таких спектаклей как «Аида», «Риголетто», «Травиата», «Кармен», «Тоска», «Чио-Чио-Сан», «Пиковая дама», «Демон», «Луд Гидия», «Огненные годы».
В 1967 году на должность главного дирижёра театра пришел народный артист СССР Я. Вощак. Поставленные им оперы «Мазепа» П.Чайковского, «Трубадур» Дж. Верди и «Русская женщина» К. Молчанова стали крупными событиями в культурной жизни региона; им сопутствовала зрительская любовь и всесоюзная слава. Именно при Я. Вощаке в 1968 году Воронежский музыкальный театр получил статус Воронежского государственного театра оперы и балета.

### Воронежский государственный театр оперы и балета
В 1970-е годы театр представляли главные дирижёры — заслуженный артист Казахской ССР И. Островский и заслуженный деятель искусств РФ В. Г. Васильев, главный режиссёр заслуженный деятель искусств Молдавской ССР Г. Геловани, главный балетмейстер — заслуженный деятель искусств РФ Г. Малхасянц, главный художник — Н. Котов, главный хормейстер заслуженный артист РФ Л. Л. Дитко.
Кроме классического репертуара, афиша театра тех лет включала в себя произведения современных композиторов, в том числе воронежских. Так, в 1971 году состоялась премьера балета «Песнь торжествующей любви» М. Носырева. Эта постановка в хореографии Д. Ариповой получила высокую оценку балетных критиков как спектакль, который опередил свое время.
В 1980 году в Воронежском театре оперы и балета впервые в РСФСР состоялась премьера балета Ф. Амирова «Тысяча и одна ночь». Прежде чем начать работу над постановкой, хореограф Наиля Назирова посещает Ближний Восток, чтобы изучить традиционные танцевальные движения этих стран. Ключевой особенностью спектакля стала самобытная национальная музыка, продиктовавшая постановщику яркую оригинальную хореографию. «Тысяча и одна ночь» — единственный спектакль в репертуаре театра, который без изменений идет на сцене уже более 40 лет и является настоящей визитной карточкой Воронежского государственного театра оперы и балета.
В 1979—1985 годах главным балетмейстером театра являлась народная артистка РФ Н. Валитова, в 1995—2006 годах она занимала пост художественного руководителя балетной труппы.
В 1990-е годы в театре работали главный дирижёр заслуженный деятель искусств РФ Ю. Анисичкин, главный режиссёр заслуженный деятель искусств РФ А. Зыков, главный художник заслуженный деятель искусств РФ В. Кочиашвили.

### В XXI веке
С 1999 по 2016 годы хоровой коллектив возглавлял лауреат международных конкурсов В. Кушников, с 2016 года — Щербань О. Должность главного дирижёра занимает заслуженный деятель искусств РФ Анисичкин Ю. П. Главный художник — заслуженный деятель искусств РФ Кочиашвили В. Г. Художественный руководитель — главный балетмейстер театра Литягин А.
Воронежский театр оперы и балета сегодня — один из крупнейших музыкальных театров страны. Ежегодно театр выпускает новые премьерные спектакли, для постановки которых привлекаются видные деятели российской культуры. Творческие проекты театра (такие как фестиваль современной хореографии «RE:Форма Танца», балетный фестиваль «Воронежские звезды мирового балета» или летний театральный фестиваль «Раменье-Опера») становятся брендовыми и собирают большую зрительскую аудиторию не только из Воронежской области, но и из соседних регионов. Спектакли театра участвуют в программах Всероссийских и Международных фестивалей. А постановки последних лет — оперы «Дон Жуан» и «Свадьба Фигаро» В. Моцарта, «Родина электричества» Г. Седельникова, а также балет «Корсар» А. Адана становились номинантами на престижные театральные премии — «Золотая Маска» и «Онегин».

## Репертуар[3]
За годы работы Воронежского театра оперы и балета на его сцене было поставлено более 260 спектаклей, в числе которых весь популярный классический оперный и балетный репертуар. Театр стремится к органичному сочетанию традиций и новаторства в области музыкально-театрального искусства. Сейчас репертуар театра радует своих зрителей спектаклями различных жанров и направлений: оперная и балетная классика, оперетты, музыкальные сказки для детей. Каждый спектакль имеет свои неповторимые черты, узнаваемые в том числе и по оригинальному сценическому оформлению, благодаря талантливой и слаженной работе мастеров декорационного, пошивочного, бутафорского, электроосветительного и других цехов театра.
Современный репертуар включает в себя следующие сочинения русской и зарубежной классики, а также произведения современников:

### Оперы
- «Волшебная флейта» В. Моцарт
- «Дон Жуан» В. Моцарт
- «Дитя и волшебство» М. Равеля
- «Евгений Онегин» П. Чайковский
- «Иоланта» П. Чайковский
- «Кармина Бурана» К. Орф
- «Любовный напиток» К. Доницетти
- «Ночь перед Рождеством» Н. Римский-Корсаков
- «Паяцы» Р. Леонкавалло
- «Пиковая дама» П. Чайковский
- «Родина электричества» Г. Седельников
- «Свадьба Фигаро» В. Моцарт
- «Снегурочка» Н. Римский-Корсаков
- «Тайный брак» Д. Чимароза
- «Тоска» Дж. Пуччини
- «Травиата» Дж. Верди
- «Трубадур» Дж. Верди
- «Царская невеста» Н. Римский-Корсаков

### Балеты
- «Анюта» В. Гаврилин
- «Балетные шедевры в оперной классике» (хор. В. Васильева)
- «Барышня и хулиган» Д. Шостакович
- «Баядерка» Л. Минкус
- «Дон Кихот» Л. Минкус
- «Жизель» А.Адан
- «Золушка» С.Прокофьев
- «Каменный цветок» С. Прокофьев
- «Кармен-сюита» Ж. Бизе-Р.Щедрин
- «Корсар» А. Адан
- «Лебединое озеро» П. Чайковский
- «Макбет» К. Молчанов
- «Привал кавалерии» И. Армгеймер
- «Продавец игрушек» А. Шелыгин
- «Ромео и Джульетта» С. Прокофьев
- «Руслан и Людмила» М. Глинка — В. Агафонников
- «Сильфида» Х. Левенсхольд
- «Спящая красавица» П. Чайковский
- «Тысяча и одна ночь» Ф. Амиров
- «Чиполлино» К. Хачатурян
- "Хрустальный дворец" на музыку А. Шора
- «Щелкунчик» П. Чайковский
- «Юнона и Авось» А. Рыбников

### Оперетты
- «Бабий бунт» Е. Птичкин
- «Василий Тёркин» А. Новиков
- «Весёлая вдова» Ф. Легар
- «Граф Люксембург» Ф. Легар
- «Дамских дел мастер» В. Ильин, В. Лукашов
- «Здрасьте, я Ваша тётя!» О. Фельцман
- «Летучая мышь» И. Штраус
- «Маэстро Дунаевский»
- «Мужчина моей мечты» В. Колло
- "Принцесса цирка" И. Кальман
- «Севастопольский вальс» К. Листов
- «Сильва» И. Кальман

### Музыкальные спектакли для детей
- «Аленький цветочек» Е.Ткачёва
- «Золотой цыплёнок» В.Улановский
- «Кот в сапогах» Е. Ткачёва
- балет-сказка «Красная шапочка» В.Горянин
- «Людвиг и Тутта» В. Рывкин
- «Нарцисс и Незабудка» А. Луцкий
- «Настоящая принцесса» Е. Ткачёва

## Здание театра
Вместимость зала: 1073 места
Параметры сцены:
- Площадь — 26,08 × 20,1 м.
- Высота от планшета до колосников — 20,8 м.
- Зеркало — 8,7×12,90
- Высота колосников — 20
- Длина штанкетов — 19
- Радиус — 17,5×45
- Диаметр круга — 16,60
- Карманы — 8×16
- Масштаб — 1×150

Оркестровая яма:
- Площадь — 59,3 м.
- Ширина — 14,6 м.
- Глубина — 4,06 м.